# Наушаро
Наушаро — археологический памятник на территории пакистанского Белуджистана. Относится к хараппской цивилизации. Раскопки проводила в период 1985—1996 годов команда французских археологов во главе с Ж. Ф. Жаррижем (Jean-François Jarrige). Невдалеке расположены другие города этой же цивилизации — Мергарх и Пирак.
Город был населён в период 3000 — 2550 гг. до н. э. и вновь в 2550—1900 гг. до н. э..